# Кеннет Макміллан
Кеннет Макміллан (англ. Kenneth MacMillan; 11 грудня 1929, Данфермлін — 29 жовтня 1992, Лондон) — британський артист балету і хореограф, художній директор Королівського балету в Лондоні у 1970-77 роках і його головний хореограф з 1977 року і до своєї смерті.
Працював керівником Німецької опери в Берліні, запрошеним керівником Американського театру балету в 1984—89 роках тощо.
Походив з родини, що не мала жодного відношення до музики чи балету. Студентом, а згодом учасником Sadler's Wells Ballet його прийняла Нінет де Валуа. Наприкінці 1940-х років Макміллан зростав як танцівник, але через страх перед сценою покинув цю кар'єру ще до тридцяти років. Після цього він працював лише як хореограф; поставив десять повноцінних балетів та понад п'ятдесят одноактових творів. Окрім роботи в балеті активно працював на телебаченні, в мюзиклах, не музичних драмах та опері.
Макміллана зазвичай пов'язують з Королівським балетом, сам він часто почувався аутсайдером там і тому брався за роботу в інших компаніях. Серед найбільш вдалих його робіт — постановки для балету Штутґарта та Німецької опери.